# Врмџа (тврђава)
Тврђава Врмџа позната и као Латин Град је тврђава у Србији, смештена на окомитој стени у истоименом селу, у општини Соко Бања. Данас постоје само остаци утврђења који представљају непокретно културно добро као споменик културе.

## Историја
Прво утврђење на овом месту подигли су Римљани у III веку, ради заштите царског пута који је туда пролазио и водио ка данашњој Бугарској, а тада за Блиски исток. Само насеље Врмџа се први пут и спомиње у старим римским документима након изградње утврђења. Касније су Византинци 530. године обновили и проширили утврђење, да би се царство бранило од напада словенских племена. У 14. веку тврђаву насељавају богати византијски властелини.
У доба Немањића тврђава добија назив Крајина и она била погранична тврђава према Бугарској. Од доба краља Милутина (1282—1321), и борбе се Дрманом и Куделином у Ждрелу, Врмџа престаје да буде погранична тврђава. Почетком XV века, Врмџа се, заједно са Бованом, Сталаћем и Липовцем, нашла на удару грађанског рата у Отоманској империји и султан Муса их заузима 1412. године. Међутим, он је убрзо након тога погинуо у борби са деспотом Стефаном (кнез 1389—1402, деспот 1402—1427), који је повратио градове.

## Изглед тврђаве
Тврђава је била опасана са три реда зидина, а на улазу у тврђаву се налазио дрвени покретни мост. У једном делу се налазио и мали дворац је био засебно утврђење у тврђави опасан зидовима.
С обзиром да Је Муса Кесеџија 1413. године порушио велики део тврђаве данас није остало много, сем темеља неких објеката и делова зидова.